# Seekamper See
Der Seekamper See ist ein See im Kreis Segeberg im deutschen Bundesland  Schleswig-Holstein östlich der Ortschaft Seedorf. Der Ort Seekamp liegt am östlichen Seeufer. Der See ist ca. 45 ha groß und bis zu 8,7 m tief.